# Colin Dowdeswell
Pour les articles homonymes, voir Dowdeswell.
Colin Dowdeswell, né le 12 mai 1955 à Londres, est un ancien joueur de tennis professionnel.
Élevé en Rhodésie, il a pris la nationalité suisse en 1977 et ensuite la nationalité britannique en 1982.

## Parcours dans les tournois duGrand Chelem

### En simple
| Année | Open d'Australie | Open d'Australie | Internationaux de France | Internationaux de France | Wimbledon       | Wimbledon    | US Open         | US Open       | Open d'Australie | Open d'Australie |
| ----- | ---------------- | ---------------- | ------------------------ | ------------------------ | --------------- | ------------ | --------------- | ------------- | ---------------- | ---------------- |
| 1973  | —                | —                | —                        | —                        | 1er tour (1/64) | D. Joubert   | —               | —             | n.o.             | n.o.             |
| 1974  | —                | —                | 1er tour (1/64)          | É. Deblicker             | —               | —            | —               | —             | n.o.             | n.o.             |
| 1975  | —                | —                | 1er tour (1/64)          | S. Krulevitz             | 1er tour (1/64) | C. Richey    | —               | —             | n.o.             | n.o.             |
| 1976  | —                | —                | 1er tour (1/64)          | B. Taróczy               | 1er tour (1/64) | S. Krulevitz | 1/8 de finale   | E. Dibbs      | n.o.             | n.o.             |
| 1977  | —                | —                | 2e tour (1/32)           | B. Mitton                | 2e tour (1/32)  | J. McEnroe   | —               | —             | —                | —                |
| 1978  | n.o.             | n.o.             | 2e tour (1/32)           | S. Smith                 | 2e tour (1/32)  | B. Hewitt    | 1/8 de finale   | J. McEnroe    | —                | —                |
| 1979  | n.o.             | n.o.             | 2e tour (1/32)           | C. Barazzutti            | 2e tour (1/32)  | A. Pattison  | 1er tour (1/64) | E. van Dillen | —                | —                |
| 1980  | n.o.             | n.o.             | 1er tour (1/64)          | R. Lutz                  | 1er tour (1/64) | P. Fleming   | —               | —             | —                | —                |
| 1981  | n.o.             | n.o.             | —                        | —                        | —               | —            | —               | —             | —                | —                |
| 1982  | n.o.             | n.o.             | —                        | —                        | 2e tour (1/32)  | S. Mayer     | —               | —             | —                | —                |
| 1983  | n.o.             | n.o.             | —                        | —                        | —               | —            | —               | —             | —                | —                |
| 1984  | n.o.             | n.o.             | 1er tour (1/64)          | J. Lloyd                 | 1er tour (1/64) | B. Testerman | 1er tour (1/64) | J. McEnroe    | 2e tour (1/32)   | J. Nyström       |
| 1985  | n.o.             | n.o.             | —                        | —                        | 1er tour (1/64) | E. Edwards   | 1er tour (1/64) | E. Bengoechea | 1er tour (1/64)  | H. Van Boeckel   |
| 1986  | n.o.             | n.o.             | —                        | —                        | 2e tour (1/32)  | H. Leconte   | —               | —             | n.o.             | n.o.             |

N.B. : à droite du résultat se trouve le nom de l'ultime adversaire.

### En double
| Année | Open d'Australie | Open d'Australie | Internationaux de France                                                          | Internationaux de France                                                             | Wimbledon                                                                               | Wimbledon                                                                         | US Open                                                                             | US Open | Open d'Australie | Open d'Australie |
| ----- | ---------------- | ---------------- | --------------------------------------------------------------------------------- | ------------------------------------------------------------------------------------ | --------------------------------------------------------------------------------------- | --------------------------------------------------------------------------------- | ----------------------------------------------------------------------------------- | ------- | ---------------- | ---------------- |
| 1973  | —                | —                | —                                                                                 | —                                                                                    | 1er tour (1/32) R. Buwalda \|\| style="text-align:left;" \| M. Edmondson B. Anstey      | —                                                                                 | —                                                                                   | n.o.    | n.o.             |                  |
| 1974  | —                | —                | —                                                                                 | —                                                                                    | 2e tour (1/16) J. Yuill \|\| style="text-align:left;" \| J. Fassbender K. Meiler        | —                                                                                 | —                                                                                   | n.o.    | n.o.             |                  |
| 1975  | —                | —                | —                                                                                 | —                                                                                    | Finale A. Stone                                                                         | V. Gerulaitis S. Mayer                                                            | 1er tour (1/32) R. Dowdeswell \|\| style="text-align:left;" \| M. Cox C. Drysdale   | n.o.    | n.o.             |                  |
| 1976  | —                | —                | 1/8 de finale C. Kachel \|\| style="text-align:left;" \| M. Edmondson G. Masters  | 1/8 de finale A. Stone \|\| style="text-align:left;" \| M. Estep T. Gorman           | 1/2 finale C. Kachel \|\| style="text-align:left;" \| M. Riessen T. Okker               | n.o.                                                                              | n.o.                                                                                |         |                  |                  |
| 1977  | —                | —                | 1/4 de finale C. Kachel \|\| style="text-align:left;" \| B. Gottfried R. Ramírez  | 2e tour (1/16) C. Kachel \|\| style="text-align:left;" \| M. Cox C. Drysdale         | —                                                                                       | —                                                                                 | —                                                                                   | —       |                  |                  |
| 1978  | n.o.             | n.o.             | —                                                                                 | —                                                                                    | 1/4 de finale C. Kachel \|\| style="text-align:left;" \| J. Alexander P. Dent           | 1er tour (1/32) C. Kachel \|\| style="text-align:left;" \| M. Fishbach B. Mitton  | —                                                                                   | —       |                  |                  |
| 1979  | n.o.             | n.o.             | —                                                                                 | —                                                                                    | 2e tour (1/16) H. Günthardt \|\| style="text-align:left;" \| J. Sadri T. Wilkison       | 1/8 de finale H. Günthardt \|\| style="text-align:left;" \| P. Fleming J. McEnroe | —                                                                                   | —       |                  |                  |
| 1980  | n.o.             | n.o.             | —                                                                                 | —                                                                                    | 1er tour (1/32) J. Fassbender \|\| style="text-align:left;" \| G. Mayer S. Mayer        | —                                                                                 | —                                                                                   | —       | —                |                  |
| 1981  | n.o.             | n.o.             | 1er tour (1/32) P. Holl \|\| style="text-align:left;" \| L. Stefanki R. Van't Hof | —                                                                                    | —                                                                                       | —                                                                                 | —                                                                                   | —       | —                |                  |
| 1982  | n.o.             | n.o.             | —                                                                                 | —                                                                                    | 1er tour (1/32) C. Drysdale \|\| style="text-align:left;" \| J. Dier J. Whiteford       | —                                                                                 | —                                                                                   | —       | —                |                  |
| 1983  | n.o.             | n.o.             | —                                                                                 | —                                                                                    | 2e tour (1/16) R. Drysdale \|\| style="text-align:left;" \| Ti. Gullikson To. Gullikson | —                                                                                 | —                                                                                   | —       | —                |                  |
| 1984  | n.o.             | n.o.             | 2e tour (1/16) M. Leach \|\| style="text-align:left;" \| H. Günthardt B. Taróczy  | 1er tour (1/32) V. Winitsky \|\| style="text-align:left;" \| T. Delatte J. Kriek     | 1er tour (1/32) C. Miller \|\| style="text-align:left;" \| M. Bauer C. Motta            | 1/8 de finale J. Lloyd \|\| style="text-align:left;" \| M. Edmondson S. Stewart   |                                                                                     |         |                  |                  |
| 1985  | n.o.             | n.o.             | 2e tour (1/16) B. Levine \|\| style="text-align:left;" \| K. Flach R. Seguso      | 2e tour (1/16) S. Shaw \|\| style="text-align:left;" \| S. Meister E. Teltscher      | —                                                                                       | —                                                                                 | 1/8 de finale J. Lloyd \|\| style="text-align:left;" \| P. Annacone C. van Rensburg |         |                  |                  |
| 1986  | n.o.             | n.o.             | 2e tour (1/16) G. Ocleppo \|\| style="text-align:left;" \| J. Kriek J. Lloyd      | 1er tour (1/32) B. Levine \|\| style="text-align:left;" \| P. Chamberlin J. Klaparda | 1er tour (1/32) M. Fancutt \|\| style="text-align:left;" \| G. Forget Y. Noah           | n.o.                                                                              | n.o.                                                                                |         |                  |                  |

N.B. : le nom du ou de la partenaire se trouve sous le résultat ; le nom des ultimes adversaires se trouve à droite.